# Montevideo Wanderers

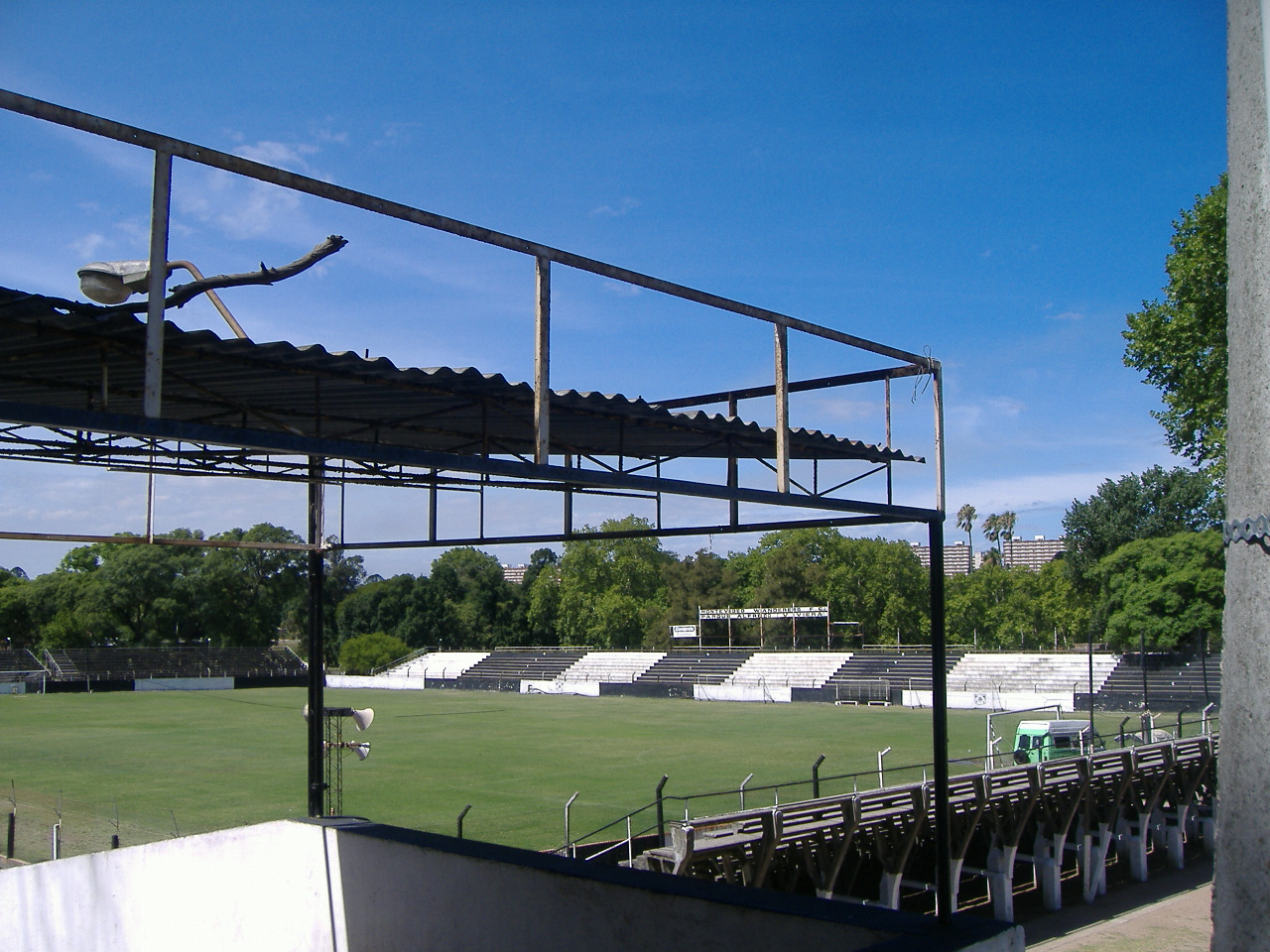
A Viera Stadion

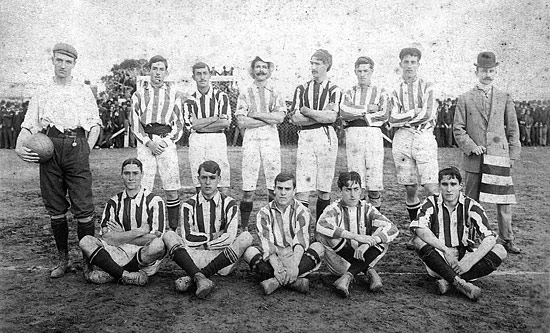
Az 1906-os bajnokcsapat

A Montevideo Wanderers Fútbol Club, egy uruguayi labdarúgócsapat. A Primera Divisiónban szereplő együttest Montevideóban alapították 1902-ben.

## Története
1902-ben az Albion Football Club csapatából távozó néhány játékos, élükön a Sardeson testvérek alapították a Montevideo Wanderers együttesét. A testvérek az 1890-es években Angliában tartózkodtak, ott ismerkedtek meg a labdarúgással. 1893-ban a Wolverhampton Wanderers nyerte meg az FA-kupát. A Wolves iránti tisztelet végett, és mivel az új klub stadion nélkül állandó utazásokra kényszerült, kézenfekvő volt a Wanderers név választása.
A következő évben már bemutatkozhattak az élvonalban, és 1906-ban már bajnokcsapatként fejezték be a szezont. Három évvel később az 1909-es szezont is az első helyen zárták. 1923-ban megnyerték az első alkalommal kiírt szövetségi bajnokságot.

## Sikerek
Primera División
- Bajnok (4): 1906, 1909, 1923, 1931

Tie-kupa
- Győztes (3): 1911, 1917, 1918
- Döntős (1): 1908

Copa de Honor Cousenier
- Győztes (1): 1908

## Játékoskeret
2021. április 25-i állapotnak megfelelően.
| #  |         | Poszt | Név                     |
| -- | ------- | ----- | ----------------------- |
| 1  | Uruguay | K     | Mauro Silveira          |
| 3  | Uruguay | V     | Gerónimo Bortagaray     |
| 4  | Uruguay | V     | Darwin Torres           |
| 5  | Uruguay | KP    | César Araújo            |
| 7  | Uruguay | KP    | Leonardo País           |
| 8  | Uruguay | KP    | Guzmán Pereira          |
| 9  | Uruguay | CS    | Mauro Méndez            |
| 11 | Uruguay | CS    | Sergio Blanco           |
| 12 | Uruguay | K     | Ignacio De Arruabarrena |
| 14 | Uruguay | KP    | Diego Riolfo            |
| 16 | Uruguay | KP    | Bruno Veglio            |
| 18 | Uruguay | V     | Hernán Labraga          |
| 19 | Uruguay | V     | Hernán Petryk           |
| 21 | Uruguay | V     | Kevin Rolón             |
| 22 | Uruguay | CS    | Gerónimo Plada          |
| 24 | Uruguay | CS    | Diego Hernández         |

| #  |              | Poszt | Név                |
| -- | ------------ | ----- | ------------------ |
| 25 | Uruguay      | CS    | Nicolás Quagliata  |
| 26 | Uruguay      | KP    | Guillermo Wagner   |
| 29 | Uruguay      | CS    | Emiliano Coitiño   |
| 30 | Uruguay      | K     | Enzo López         |
| 31 | Uruguay      | CS    | Renzo López        |
| 32 | Argentína    | CS    | Hernán Rivero      |
|    | Uruguay      | V     | Agustín Barcellos  |
|    | Uruguay      | V     | Mathías Abero      |
|    | Uruguay      | V     | Lucas Monzón       |
|    | Kolumbia     | V     | Juan Aguirre       |
|    | Uruguay      | KP    | Martín Suárez      |
|    | Uruguay      | KP    | Washington Camacho |
|    | Uruguay      | KP    | Nicolás Silva      |
|    | Magyarország | KP    | Vadócz Krisztián   |
|    | Uruguay      | CS    | Rodrigo Rivero     |

## Fordítás
- Ez a szócikk részben vagy egészben  a   Montevideo Wanderers Fútbol Club F.C. című angol Wikipédia-szócikk fordításán alapul.  Az eredeti cikk szerkesztőit annak laptörténete sorolja fel. Ez a jelzés csupán a megfogalmazás eredetét és a szerzői jogokat jelzi, nem szolgál a cikkben szereplő információk forrásmegjelöléseként.